# Zytanien

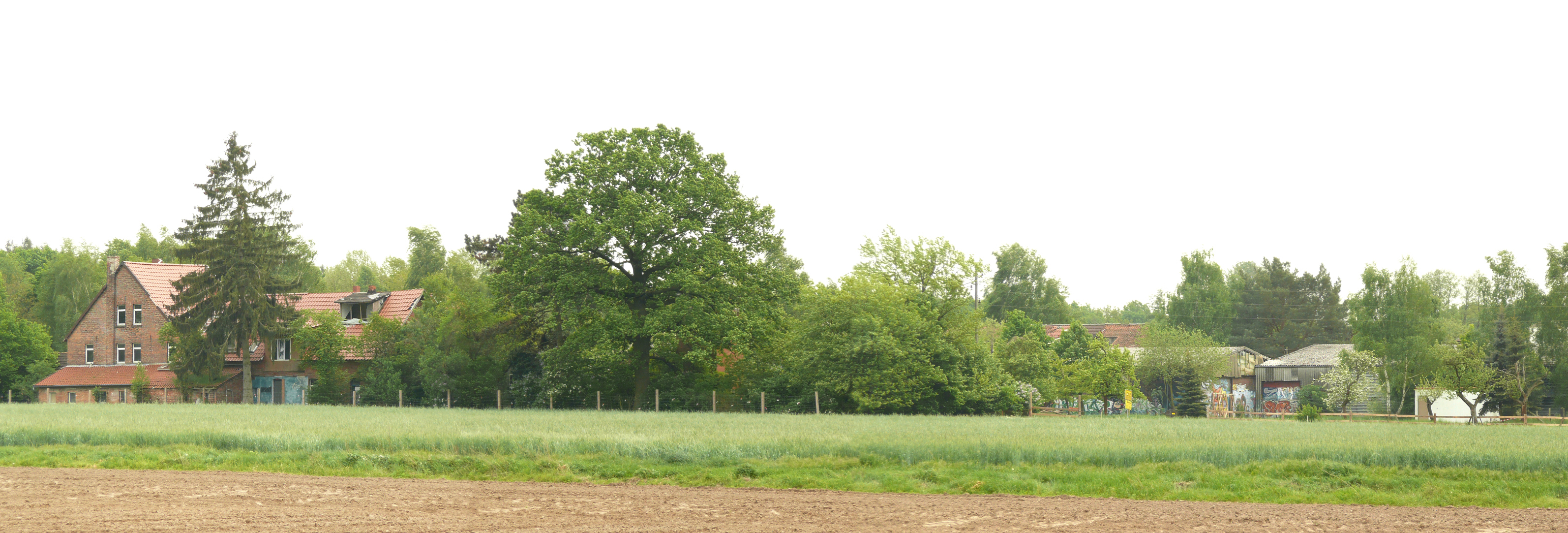
Das Gelände von Zytanien (2015)

Zytanien ist der inoffizielle Name eines ehemaligen Ziegeleigeländes südlich von Immensen bei Lehrte in der Region Hannover in Niedersachsen. Seit 1987 ist das Gelände alljährlich im August Schauplatz des mittlerweile dreitägigen Open-Air-Festivals Zytanien.

## Geschichte

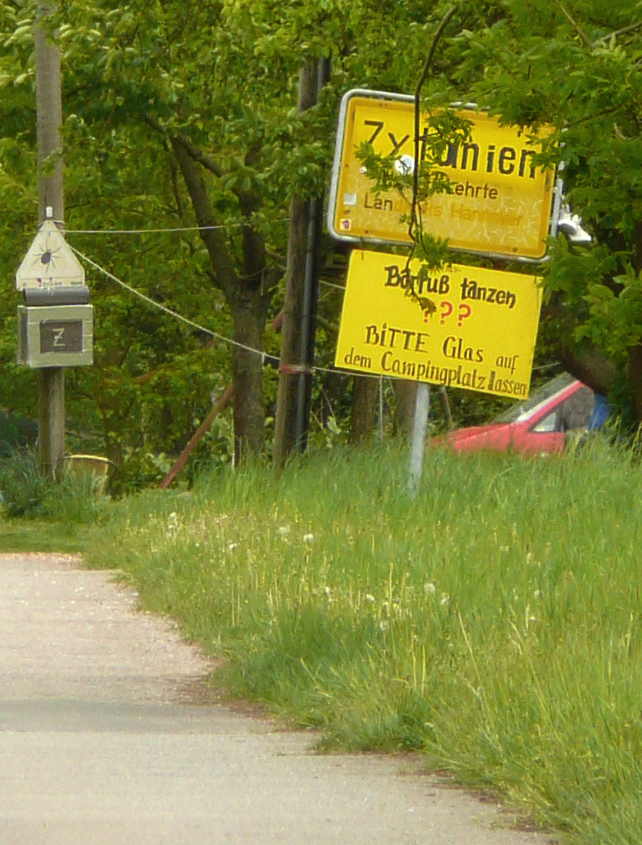
Inoffizielles Ortsschild von Zytanien (2015)

Der Name Zytanien entstand in Anlehnung an den Namen der 1976 gegründeten Zytan AG, die zu dieser Zeit ihren Sitz auf dem Ziegeleigelände hatte und dort versuchte, Blähton-Kügelchen zu wärmedämmenden Ziegeln zu verarbeiten. Die auf mehreren Patenten basierende Idee erwies sich in der Praxis jedoch als zu aufwendig und letztendlich nicht umsetzbar, so dass die Firma 1981 ihren Betrieb einstellte und Konkurs anmeldete. Nach Demontage der noch verwertbaren Anlagen und Maschinen wurde das Gelände nicht gewerblich weitergenutzt, sondern ab 1986 zum Experimentierfeld für alternative Lebensweisen. Die Anlage wurde besetzt. Anfang der 1990er Jahre erwarb der Bauunternehmer Günter Papenburg das Gelände. Unter Vermittlung des damals in Immensen lebenden Gerhard Schröder wurde zwischen den Besetzern und dem neuen Eigentümer ein Mietvertrag vereinbart. 2018 lebten 21 Personen auf dem Gelände, zum Teil in Bauwagen in der Art eines Wagenplatzes. Mit dem Erlös des Zytanien-Festivals halten die Bewohner des Geländes die Gebäude instand. Zu diesem Zweck wurde 2017 eine gemeinnützige GmbH gegründet. In der zweiten Jahreshälfte 2018 wurde den Mietern der Mietvertrag mit Wirkung zum 31. Dezember 2018 gekündigt. Der Eigentümer Günter Papenburg beabsichtigt einen Verkauf des Geländes. Die Mieter bemühen sich um einen Erhalt des Geländes im derzeitigen Zustand. Im Ortsrat Immensen gab es dafür eine breite Unterstützung.

## Festivals

### Zytanien Open Air Festival
2009 traten beim Zytanien-Open-Air-Festival unter anderem Tito & Tarantula, Rainer von Vielen, The Black Sheep und Apparatschik auf. Beim 27. Festival im Jahr 2013 traten vor mehr als 2000 Zuschauern insgesamt 18 Bands und 10 DJs auf drei Bühnen auf, darunter die Band Raggabund. 2014 besuchten trotz Regengüssen und verschärften Polizeikontrollen wegen Fahrens unter Alkohol- und Drogeneinfluss 2500 Besucher das Festival, auf dem unter anderen Eljot Quent und Analogue Birds auftraten. Zum 30-jährigen Jubiläum besuchten fast 4000 Menschen das Festival, auch 2019 kamen rund 4000 Besucher.

### Fuchsbau Festival
Seit 2015 findet ebenfalls jährlich im August (mit Ausnahme einer Kreativpause 2018) das Fuchsbau Festival statt. Das Fuchsbau Festival versteht sich als Mischung aus Kunst, Musik und Diskurs.

## Dokumentarfilm
- Die Bürger von Zytanien von Johann Ahrends und Niels Ottens, Produktion video:arthouse Film und Fernsehen GbR, 45 Minuten, Erstsendung NDR am 16. September 2010.[13] Online auf Vimeo.